# 李佳薇 (乒乓球运动员)
李佳薇（1981年8月9日—），原籍北京市，新加坡乒乓球運動員，右手横拍快攻打法，曾两次获得奥运会女子单打第四名。李佳薇曾与老将井浚泓搭档双打，她们的女子双打世界排名曾居第8位。

## 生涯
李佳薇生于中国北京，早年进入北京什刹海体校和北京队训练，1996年移民新加坡，成为新加坡队的主力，在2004年的雅典奥运会女子单打8强赛中淘汰了中国球手王楠最终取得了第四名，虽然没能为新加坡拿到历史上第二块奥运奖牌，但是李佳薇的出色表现仍然受到了新加坡国内的好评。雅典奥运会后，她和新加坡羽毛球名将蘇西洛（又名林羽峰）订婚（苏西洛在雅典奥运会上32强赛中淘汰了当时世界排名第一的夺冠大热门中国选手林丹）。 但在2008年6月，李佳薇和蘇西洛雙方宣布分手。
2005年10月，在国际乒联排行榜中李佳薇名列女子单打世界第三，这是她个人最高的排名，比上一年次提升了8位。2008年，李佳薇协助新加坡女队夺得广州世锦赛女团亚军，刷新了新加坡队最佳成绩。同年的北京奥运会，李佳薇与王越古、冯天薇共同杀入女子团体决赛，获得该届赛事银牌，这是新加坡代表团历史上第二枚奥运会奖牌。单打比赛中，李佳薇杀入四强，获得第四名。
2009年4月，李佳薇與中國籍男友李超在家鄉北京舉行婚禮，並宣佈懷孕。因此她也放棄參加五月舉行的世界乒乓球錦標賽，同年李佳薇产下一子，成为母亲后的李佳薇状态下滑。2010年莫斯科世乒赛，新加坡队于决赛中3:1战胜中国队，首夺世乒赛女团冠军，但李佳薇未能在决赛中上场。2012年伦敦奥运会，李佳薇作为新加坡队团体成员的一员，协助球队获得该届女子团体赛事的季军。同年年底，李佳薇宣布退役。

## 个人成绩
- 2001年 中国公开赛女双亚军
- 2001年新德里英联邦锦标赛
  - 金牌 - 女子单打
  - 金牌 - 女子双打（搭档：井浚泓）
  - 金牌 - 男女混合双打（搭档：段永俊）
  - 金牌 - 女子团体
- 2002年 曼彻斯特英联邦运动会
  - 金牌 - 女子双打（搭档：井浚泓）
  - 金牌 - 男女混合双打（搭档：段永俊）)
  - 金牌 - 女子团体
  - 银牌 - 女子单打
- 2002年 国际乒联巡回赛奥地利站亚军
- 2003年 美国公开赛冠军
- 2004年 雅典奥运会
  - 第四名 - 女子单打
- 2004年 美国公开赛冠军（蝉联）
- 2005年 美国公开赛冠军（两度蝉联）
- 2005年 斯洛文尼亚公开赛冠军
- 2006年 墨尔本英联邦运动会
  - 金牌 - 女子双打（搭档：张雪玲）
  - 金牌 - 女子团体
  - 银牌 - 女子团体
  - 银牌 - 男女混合双打（搭档：蔡晓黎）
- 2010年世界乒乓球团体锦标赛女子团体金牌
- 2012年伦敦奥运会女子团体铜牌